# (3577) Путилин
(3577) Путилин (лат. Putilin) — типичный астероид главного пояса, открыт 7 октября 1969 года советским астрономом Людмилой Черных в Крымской астрофизической обсерватории и 27 июня 1991 года назван в честь советского астронома Ивана Путилина.

## Обнаружение и именование
(3577) Путилин
Открыт 7 октября 1969 года в Научном Л. И. Черных.
Назван в память о доценте Киевского государственного университета Иване Ивановиче Путилине (1893—1954), известном в основном своими работами о малых планетах. Наблюдал за малыми планетами и вычислил их орбиты. Его книга "Малые планеты" в течение многих лет была справочным источником для наблюдателей и других исследователей малых планет.
Оригинальный текст (англ.)3577 Putilin
Discovered 1969-10-07 by Chernykh, L. at Nauchnyj.
Named in memory of Ivan Ivanovich Putilin (1893—1954), assistant professor at the Kiev State University, known mainly for his works on minor planets. He observed minor planets and computed their orbits. His book "Malye planety" was for many years a reference source for observers and other researchers on minor planets.
Источники: DISCOVERY.DB; M.P.C. 18452.

## Орбита

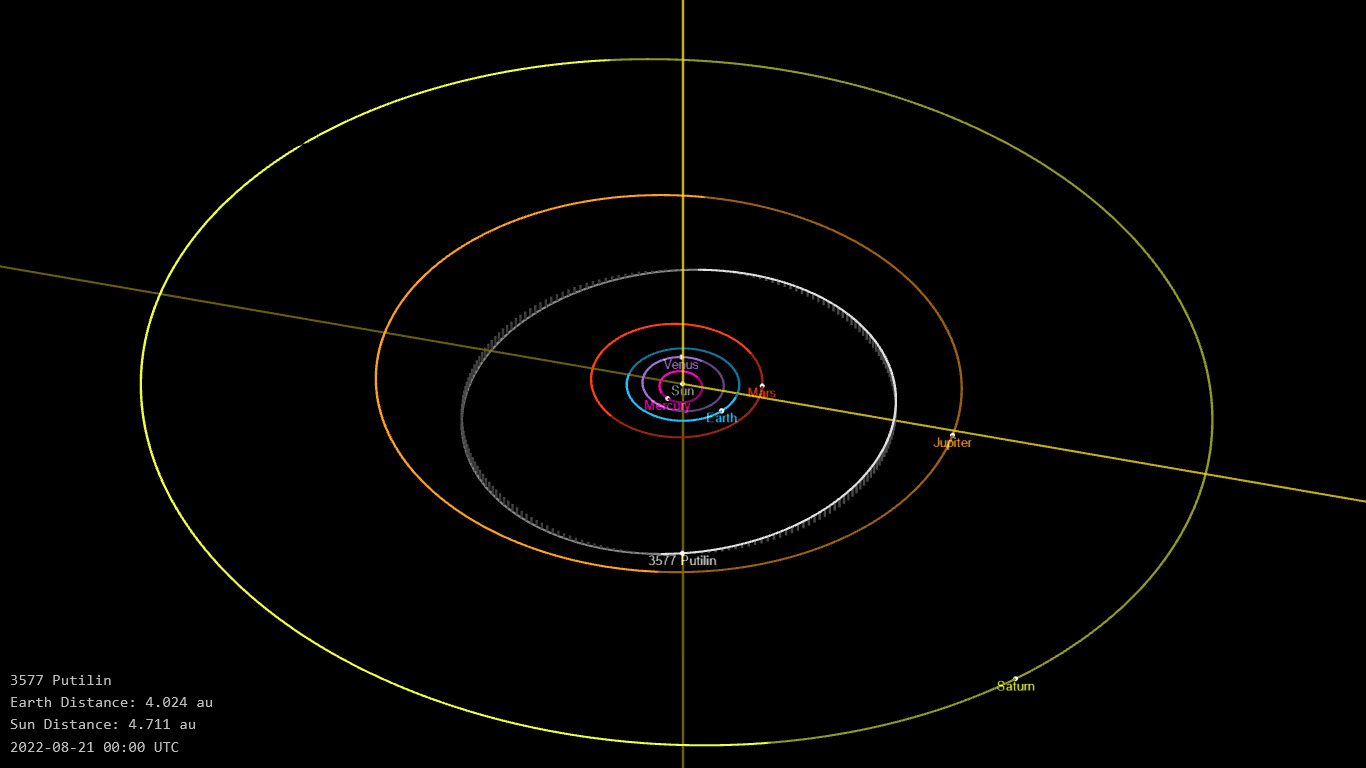
Орбита астероида Путилин и его положение в Солнечной системе

## Физические характеристики
Из наблюдений системы телескопов панорамного обзора и быстрого реагирования Pan-STARRS и результатов PRIMitive Asteroid Spectroscopic Survey (PRIMASS) следует, что астероид относится к таксономическому классу D.
По результатам наблюдений в инфракрасном диапазоне спутника Akari и наблюдений в видимом и ближнем инфракрасном диапазоне космического телескопа NEOWISE диаметр астероида сначала оценивался равным 49,87±1,83 км, позже — 49,135±0,290 км. Согласно тем же источникам альбедо оценивается как 0,051±0,004 и 0,051±0,009.